# Golejewo, Hạt Myślibórz
Golejewo [ɡɔlɛˈjɛvɔ] là một khu định cư nằm ở khu hành chính của Gmina Barlinek, thuộc quận Myślibórz, West Pomeranian Voivodeship, ở phía tây bắc Ba Lan.